# 蒂羅爾

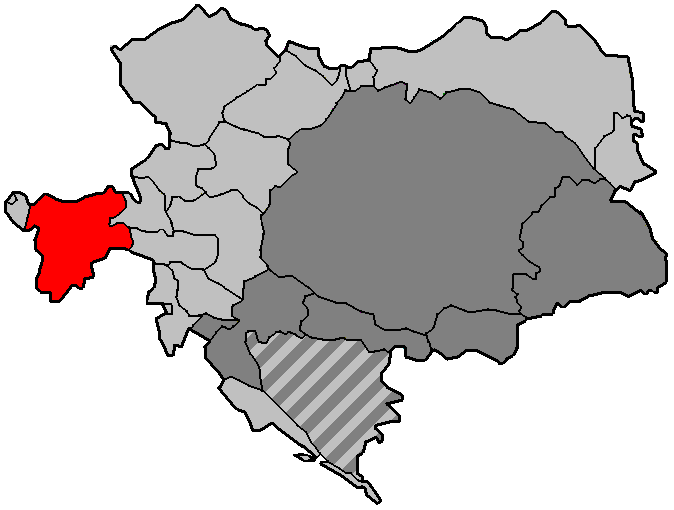
蒂罗尔在奧匈帝國的位置

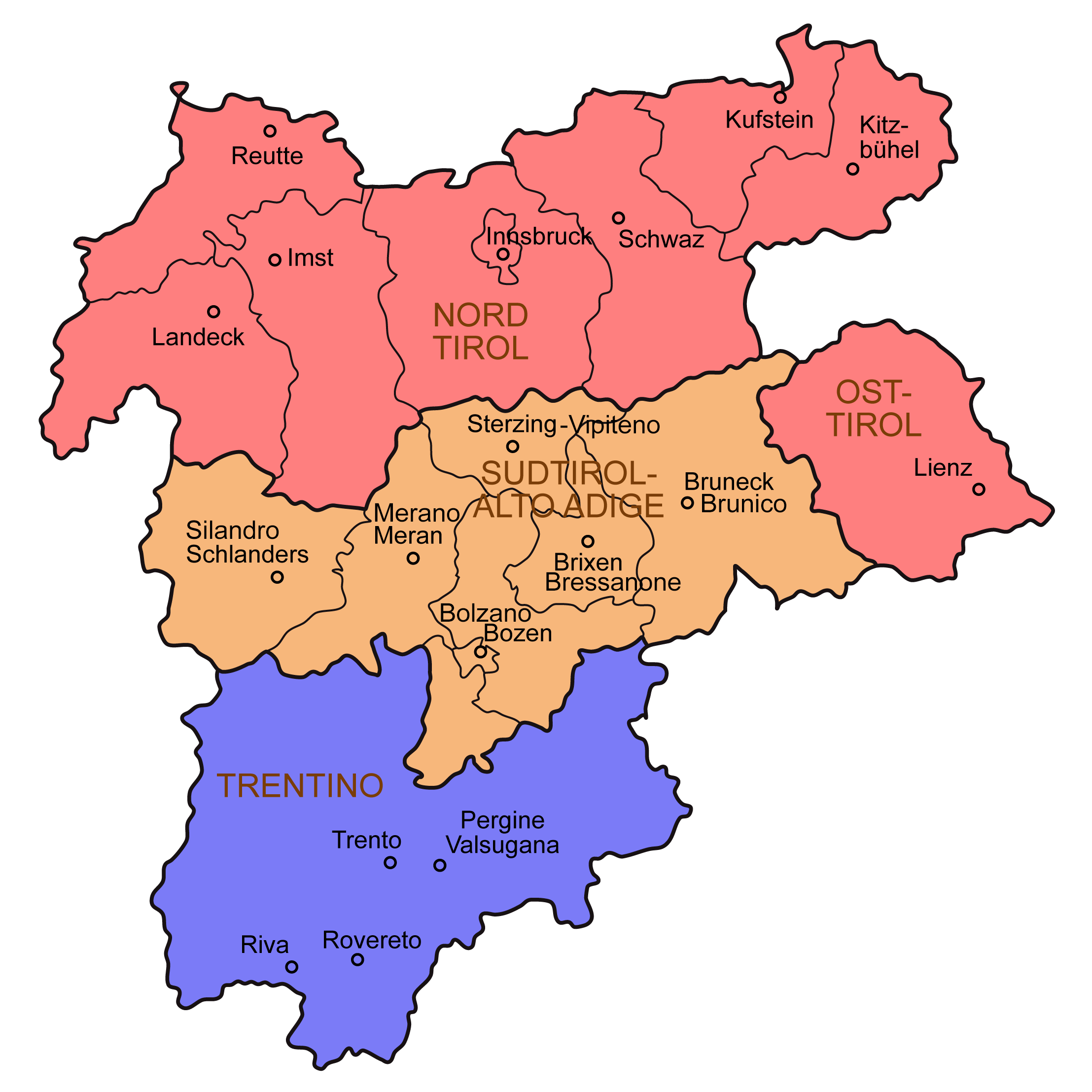
1888年時的蒂羅爾

蒂羅爾（德語：Tirol），歐洲中部的一個地區。目前分屬奧地利和義大利兩國。從12世紀形成到1919年，該地區歷來是蒂羅爾伯国的核心，是神聖羅馬帝國、奧地利帝國和奧匈帝國的一部分。1919年，第一次世界大戰和奧匈帝國解體後，通過《聖日耳曼昂萊條約》分為兩個現代行政部分：
- 奥地利的蒂羅爾州：由北蒂羅爾和東蒂羅爾合併而成，是奧地利的一部分
- 義大利的特倫蒂諾-上阿迪傑大區：當時仍包括蘇拉蒙（科爾蒂納丹佩佐、利維納隆戈德爾科爾迪拉納和科萊聖盧西亞）以及瓦爾斯蒂諾、馬加薩和佩德蒙特等城市，這些城市於1918年被意大利王國占領，因此自1946年起屬於意大利共和國的一部分。

隨著歐洲蒂羅爾-南蒂羅爾-特倫蒂諾地區的成立，該地區自2011年起以歐洲領土合作集團的形式擁有自己的法律實體。

## 名称
根据埃贡·居厄巴赫尔的观点，蒂罗尔这个名字来源于一个词根，意思是地形（即面积、地面或土壤；比较拉丁语：terra和古爱尔兰语：tir）；首先从蒂罗洛及其城堡出发；提洛伯国就是从这里发展起来的。:470-471一些消息来源表明，它来自斯拉夫语“ta rola”，意思是“这片土地，耕种的地形/农田”。据卡尔·芬斯特瓦尔德（Karl Finsterwalder）介绍，蒂罗尔这个名字来源于Teriolis，一座位于齐尔的罗马晚期堡垒和旅馆。学术界尚未达成共识。

## 地理

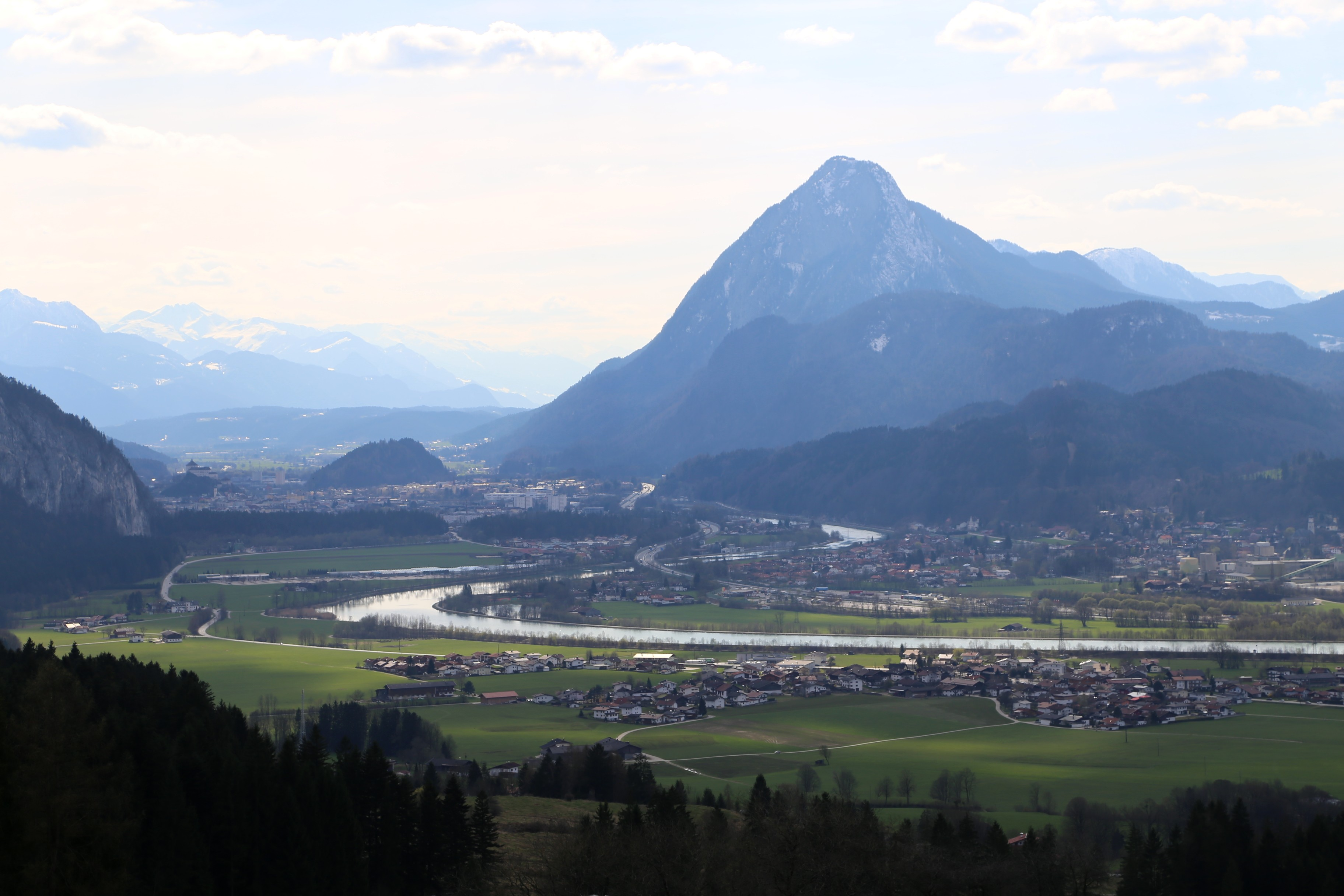
因河河谷和彭德灵山

蒂罗尔面积26,673平方公里。该地区由蒂罗尔州、南蒂罗尔省和特伦托省组成。除该地区外，还有威尼托地区的科尔蒂纳丹佩佐、利维纳隆戈-德尔科尔迪拉纳、科莱圣卢恰和佩德蒙泰，以及伦巴第地区的瓦尔韦斯蒂诺和马加萨。蒂罗尔州最大的城市是因斯布鲁克、特伦托和博尔扎诺。
蒂罗尔的整个地区都位于阿尔卑斯山区。蒂罗尔北部与巴伐利亚州接壤，东部与克恩顿州和萨尔茨堡州接壤。蒂罗尔西部是福拉尔贝格州和格劳宾登州。在蒂罗尔南侧的土地与威尼托和伦巴第地区接壤。
蒂罗尔州的重要河流是阿迪杰河、因河和德劳河。该地区以许多河谷为特征。其中一些河谷今天仍然很难到达。最重要的山谷是因河谷和阿迪杰河谷。大部分人口居住在这两个河谷中，蒂罗尔州的五个最大城市（因斯布鲁克、博尔扎诺、特伦托、梅拉诺和罗韦雷托）也位于这些河谷中。几个世纪以来，该地区一直以过境贸易而闻名。横跨阿尔卑斯山最重要的贸易路线，即布伦纳山口，横跨整个蒂罗尔地区，被视为意大利语和德语地区之间的连接纽带。

### 山脉

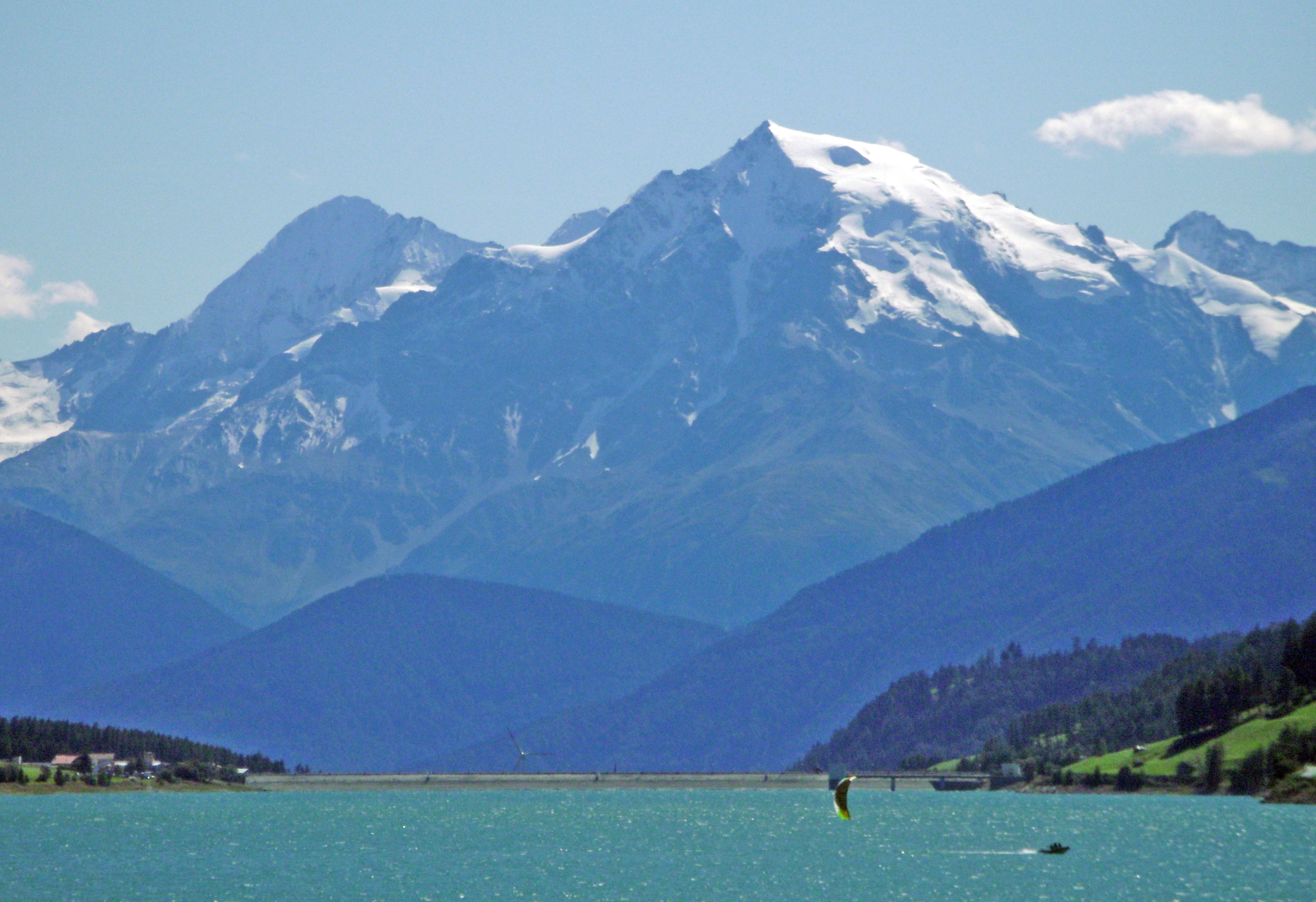
从雷西亚湖可以看到左侧的大采布鲁山和右侧的奥特莱斯峰

由于蒂罗尔地区位于阿尔卑斯山，其景观深受山脉的影响。蒂罗尔州的最高峰包括：
- 奥特莱斯峰-海拔3905米。
- 大采布鲁山——海拔3851米。
- 大格洛克纳山——海拔3798米。
- 切韦达莱山——海拔3769米。
- 维尔德峰——海拔3768米。

横跨蒂罗尔地区，在北蒂罗尔和南蒂罗尔的边界上，有阿尔卑斯山脉的主链。阿尔卑斯山脉的主链在地理上将阿尔卑斯山脉分为南半部和北半部。

### 大型市镇

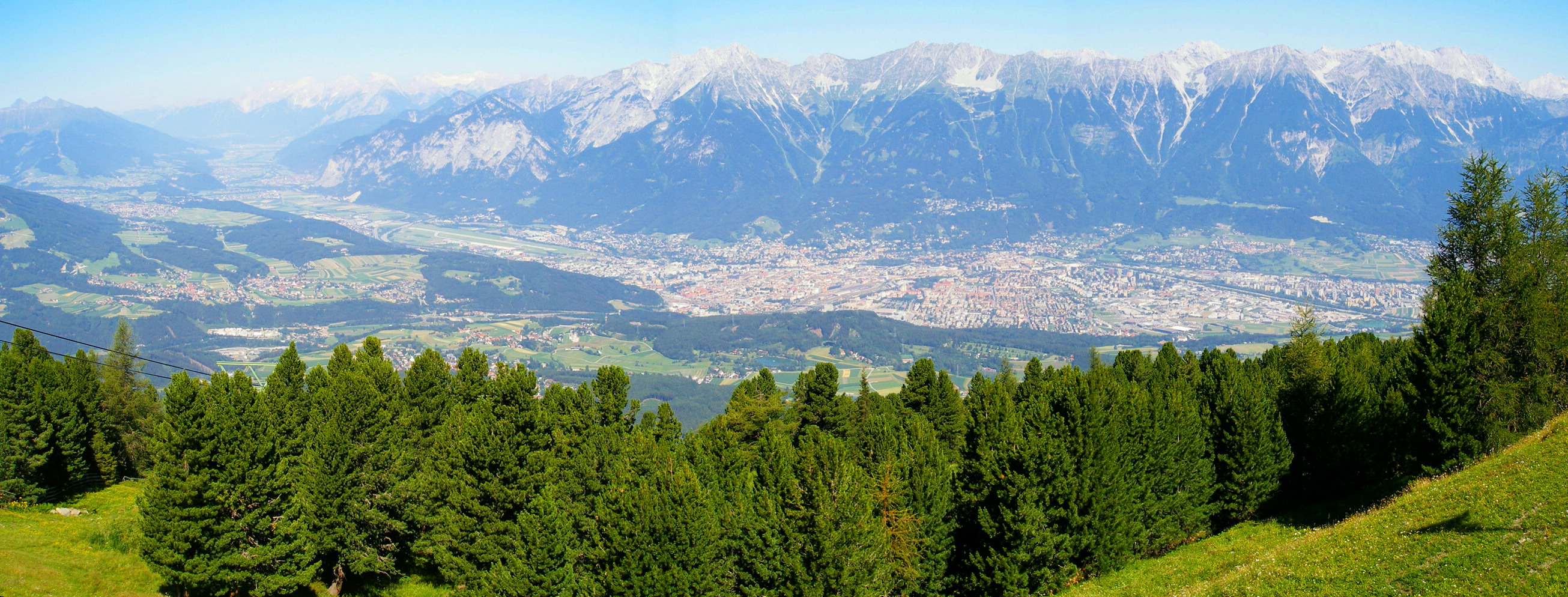
因斯布鲁克和诺德凯特山脉全景

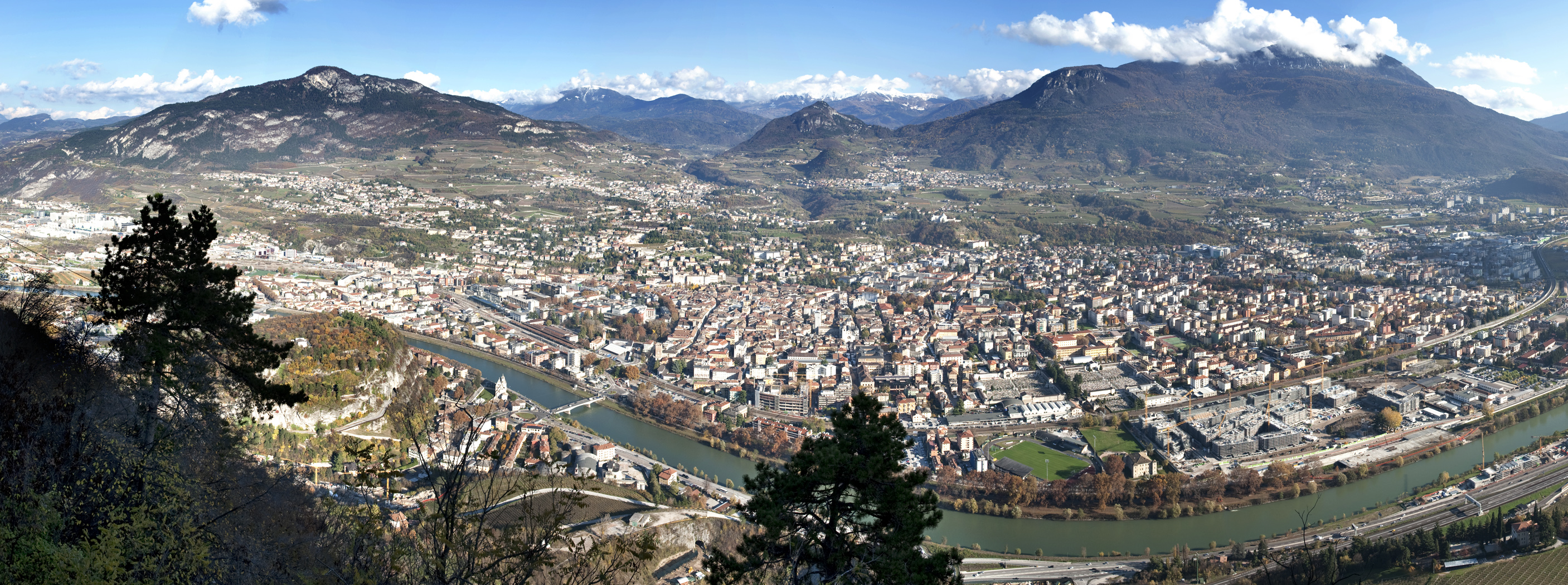
特伦托全景

蒂罗尔地区人口较多的市镇包括：
- 1. 因斯布鲁克
- 2. 特伦托
- 3. 博尔扎诺
- 4. 梅拉诺
- 5. 罗韦雷托
- 6. 布雷萨诺内
- 7. 佩尔吉内-瓦尔苏加纳
- 8. 库夫施泰因
- 9. 拉伊韦斯
- 10. 阿尔科

## 语言

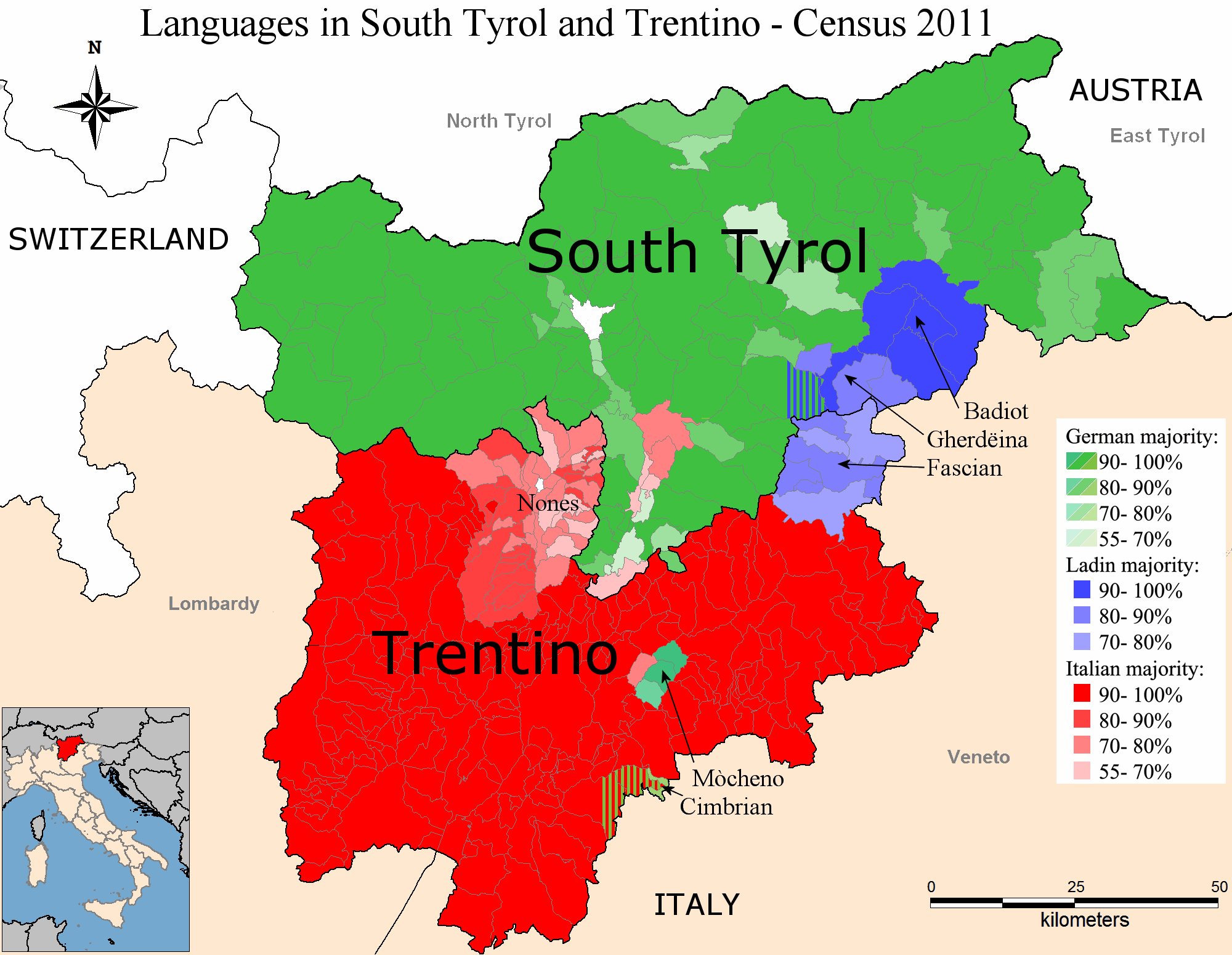
南蒂罗尔地区的语言分布，绿色为德语，蓝色为意大利语，蓝色为拉定语

蒂罗尔可分为5个不同的语言群。除了德语和意大利语等通用语言外，拉定语、辛布里语和莫凯诺语也被使用。后三种语言被确认为少数民族语言。这些语言群体大多位于特伦蒂诺-上阿迪杰地区，因此受到该地区的推广和保护。拉定语也在索拉蒙特（贝卢诺省）地区外使用。拉定语认为是一种雷蒂亚-罗曼语支的语言。辛布里语也用于特伦蒂诺-南蒂罗尔地区以外的各种方言岛（七市镇）。辛布里语和莫凯诺语被认为是上巴伐利亚方言。特伦蒂诺的大多数人使用两种罗曼语言：西部山谷的伦巴底语和东部的威尼斯语，特伦蒂诺中部使用伦巴底语与威尼斯语之间的过渡方言。
在奥地利蒂罗尔州，绝大多数人使用德语。与德语国家的许多其他地区一样，蒂罗尔州也有自己的德语方言。蒂罗尔方言来自巴伐利亚语。在南蒂罗尔州，蒂罗尔方言与一些单独的意大利语单词混合在一起。由于早年难以进入山谷，许多其他山谷与蒂罗尔人相比发展出了略有差异的方言。拉定语也没有统一的语言，所以拉迪尼亚每个山谷也略有不同。

## 纹章
儘管蒂羅爾州的徽章細節幾個世紀以來已經發生了變化，但有一個特徵或多或少保持不變：銀色，以及一隻紅色的鷹，它有时佩戴王冠。自1983年起，南蒂羅爾省就有了自己的徽章。它與蒂羅爾州的徽章非常相似。該省希望強調這些國家的歷史共性。特倫托於1340年拥有紋章，使用的是特倫托親王主教的纹章。

蒂罗尔州的纹章
南蒂罗尔的纹章
特伦顿的纹章
特倫蒂諾-上阿迪傑的纹章
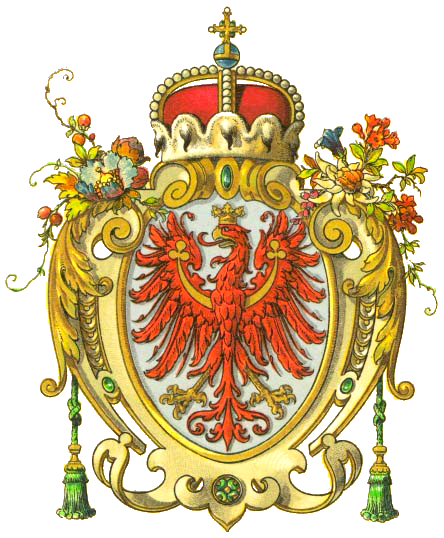
蒂罗尔伯国的纹章

## 历史

### 史前时代

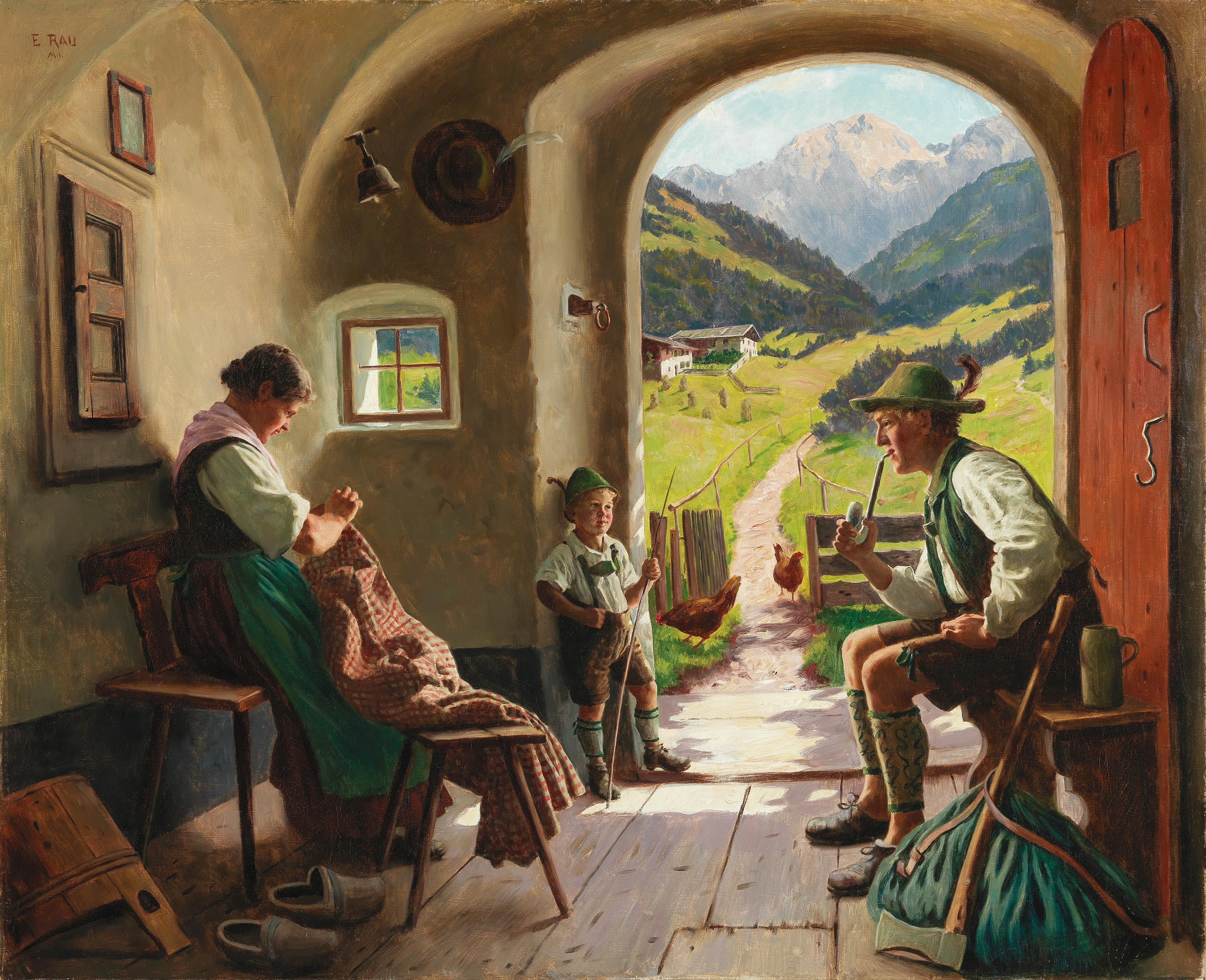
蒂罗尔地区的传统服饰，由埃米尔·拉乌创作

蒂罗尔地区人类定居的最早考古记录是在蒂朔夫洞穴发现的。它们可以追溯到旧石器时代，大约在公元前28,000-27,000年。同一洞穴还发现了青铜时代（大约公元前4000-3000年）人类居住的证据。
1991年，在厄茨塔尔山的一座冰川中发现了一名死于公元前3300-3100年左右的男子的木乃伊遗骸。研究人员称他为奥茨（还有其他名字，包括“冰人”）。他生活在铜器时代，在人类学会开采铜之后和学会制造青铜之前。他的尸体和物品保存完好，并经过了详细的科学研究。它们保存在意大利南蒂罗尔州博尔扎诺的南蒂罗尔考古学博物馆。
有证据表明，蒂罗尔是公元前四千年铜矿开采的中心；例如在布里克斯莱格。还有骨灰瓮文化的证据（大约公元前1300年至公元前750年）。
当地还发现了拉坦诺文化（大约公元前450-100年，铁器时代）的证据；大约同一时期的弗里岑斯-桑泽诺文化的证据也是如此。在那个时代末期，蒂罗尔开始在罗马的书面记录中被提及。当地居民可能是伊利里亚人，正在被凯尔特人流离失所（也许他们自己也被原始斯拉夫人从诺里库姆驱赶出来）。还有迹象表明，亚得里亚-威尼蒂人可能存在于该地区的南部。罗马人称他们为雷蒂亚人；尽管目前尚不清楚这是否意味着一个特定的部落或部落联盟，或者是该地区居民的更广泛术语。他们制作酒桶（罗马人从他们那里继承了这一想法），并有自己的字母表。

### 罗马时代
公元前15年，蒂罗尔被德鲁苏斯和提贝里乌斯指挥的罗马军队征服。罗马人将雷蒂亚和诺里库姆确立为罗马帝国的行省。雷蒂亚包括芬施高、伯格拉芬纳特、艾萨克河谷、维普河谷、上因河谷和部分下因河谷。诺里库姆包括普斯特河谷、德弗雷根和齐勒河和因河右侧的下因河谷部分地区。博尔扎诺和蒂罗尔州的最南端属于威尼斯和伊斯特里亚省。
居民们采用了被称为通俗拉丁语的拉丁语或日常口语版本，而不是标准化的书面形式，并将其与自己的语言相结合。其结果是罗曼什语，至今仍在使用，是瑞士的官方语言之一。
罗马人在蒂罗尔建造了由堡垒守卫的金属道路，连接意大利半岛和偏远的土地；特别是克劳狄亚·奥古斯塔大道和雷蒂亚大道。罗马人似乎并不认为蒂罗尔是一个有吸引力的地区来建造新城镇，因此那里的城镇很少。他们建造的一个城镇是阿贡图姆，靠近现代的利恩茨。
在古代晚期（公元476年），蒂罗尔被东哥特人控制，并被纳入东哥特王国。534年，东哥特人将梅兰、芬施高和帕瑟尔割让给法兰克人。东哥特王国在553年被来自北方的巴伐利亚人和来自南方的伦巴第人占领后崩溃。伦巴第人建立了特里登图姆公国（大致对应于现代的特伦蒂诺）和南蒂罗尔州的低地部分。斯拉夫人则从巴伐利亚人手中夺取了克恩顿州，定居在东蒂罗尔。

### 中世纪
蒂罗尔的大部分地区由巴伐利亚公国（约555年建立）控制。南部地区，包括博尔扎诺、萨洛尔诺和阿迪杰河右岸（包括埃潘和卡尔滕）仍由伦巴第人统治。蒂罗尔通过布雷萨诺和特伦托的主教区被基督教化。经历了加洛林王朝和奥托王朝时期，边境仍然保持不变。该地区受Stammesrechte（古日耳曼法律）的管辖，如库尔罗马法、阿拉曼尼法、巴伐利亚法和罗萨里敕令等。

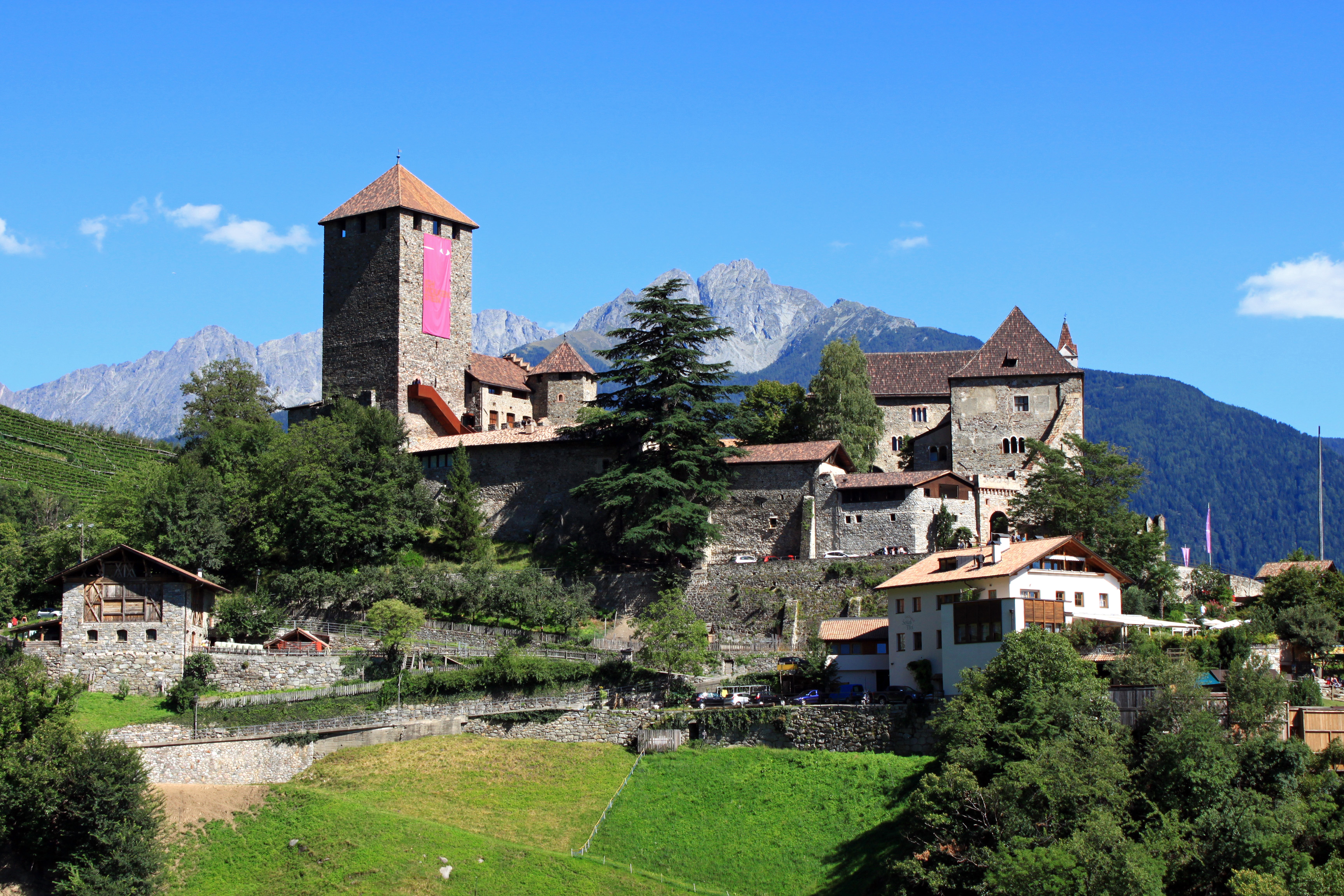
位于蒂罗洛的蒂罗洛城堡

1027年，康拉德二世皇帝为了确保通过布伦纳山口的重要路线，将阿迪杰河左岸（从拉纳到梅佐科罗纳）分配给巴伐利亚公国。在12世纪，当地贵族更进一步：他们在南蒂罗尔的蒂罗洛建造了蒂罗洛城堡，靠近现代的梅拉诺；1140年左右，蒂罗尔伯国成为神圣罗马帝国的一个邦国。
蒂罗尔伯国起初是隶属于布雷萨诺和特伦托主教区的下级贵族；但他们另有想法。他们以牺牲主教的利益为代价扩大了他们的财产。他们取代了像埃潘家族这样的竞争对手，并宣布从巴伐利亚公国独立；尽管并非没有争议。1228年，他们将萨尔弗尔斯特割让给巴伐利亚统治者维特尔斯巴赫家族；因此，该地区至今仍是巴伐利亚州的一部分。
1253年，该伯国的统治权通过继承传给了迈恩哈德纳（戈里齐亚）家族。1335年，迈恩哈德纳家族的最后一位男性继承人，波希米亚的亨利去世。他的女儿玛格丽特随即成为蒂罗尔女伯爵；但由于不同国家对女性可以继承或不可以继承的财产有不同的法律，她的头衔受到了质疑。1342年，她嫁给了维特尔斯巴赫家族的路易五世，在维特尔斯巴赫家族、卢森堡家族和哈布斯堡家族的竞争主张之间游刃有余。路易死于1361年。玛格丽特于1369年去世，并将蒂罗尔遗赠给哈布斯堡家族的鲁道夫。同年，各种家族争端通过《谢尔丁条约》得到解决，根据该条约，维特尔斯巴赫家族同意放弃对蒂罗尔的要求，转而支持哈布斯堡家族。
当哈布斯堡家族控制蒂罗尔时，它的规模大致相当于现代规模。不过施瓦茨下游的下因河谷仍属于巴伐利亚；齐勒河谷和布里克森河谷属于萨尔茨堡；布里克森和普斯特河谷是主教领地，或戈里齐亚伯国的一部分。另一方面，蒙塔丰河谷和下恩加丁地区属于蒂罗尔。
蒂罗尔对哈布斯堡王朝具有重要的战略意义，因为它控制着几个重要的阿尔卑斯山口并连接他们在前奥地利的领地。1406年，随着哈布斯堡家族的土地被继承分割，蒂罗尔再次成为一个独立的实体（Landstand），大地主有权在其中进行协商（Mitspracherecht）。在一系列令人困惑的事件中，1420年，奥地利公爵腓特烈四世将蒂罗尔的首都从梅拉诺迁至因斯布鲁克，令前者失去了早期的重要性。

### 现代蒂罗尔
蒂罗尔对哈布斯堡王朝的重要性在蒂罗尔首都因斯布鲁克成为欧洲政治和文化中心时得到了强调，因为神圣罗马皇帝马克西米连一世居住在那里。从16世纪中叶开始，蒂罗尔由哈布斯堡王朝皇帝的小儿子统治，但在1665年，所有哈布斯堡王朝的土地再次由利奥波德一世皇帝统一统治。从玛丽亚·特蕾莎时代（1740-1780）开始，蒂罗尔在所有重大事务上都由位于维也纳的哈布斯堡王朝中央政府统治。1803年，特伦特和布雷萨诺内主教区的土地被世俗化并并入该伯国。
19世纪，蒂罗尔在第三次反法同盟战争期间成为拿破仑战争的早期棋子。1805年在奥斯特里茨战役中被拿破仑击败后，奥地利被迫将蒂罗尔割让给巴伐利亚王国，作为巴伐利亚的一部分，蒂罗尔于次年成为莱茵邦联的成员。蒂罗尔叛乱是一场反对巴伐利亚统治的民众起义，始于1809年，在整个蒂罗尔地区，巴伐利亚军队要么被杀，要么被赶走。由安德烈亚斯·霍弗领导的蒂罗尔人主要以游击神枪手的身份作战，但尽管他们取得了成功，奥地利在更广阔的第五次反法同盟战争中的失败确立了巴伐利亚对蒂罗尔的统治，但蒂罗尔南部（大致是博尔扎诺和特伦蒂诺对应的腹地）被移交给了拿破仑的意大利王国。
在拿破仑倒台和1814年维也纳会议作出决定后，蒂罗尔统一并回归哈布斯堡王朝。从1867年起，它被并入奥地利帝国，是奥匈帝国西半部内莱塔尼亚（即王室土地）。
第一次世界大战后，胜利的协约国于1919年裁定，奥地利王室领地蒂罗尔的南部将割让给意大利王国，包括前特伦托主教区的领土，大致相当于现代的特伦蒂诺，以及中世纪蒂罗尔伯国的南部，即今天的南蒂罗尔。因此，意大利控制了布伦纳山口和蒂罗尔南部具有重要战略意义的阿尔卑斯分水岭，这个地区德语人口占多数。蒂罗尔州剩下的北部和东部地区成为了新成立的奥地利共和国的蒂罗尔州。第二次世界大战后的1945年，奥地利试图借南蒂罗尔的请愿书将南蒂罗尔地区与奥地利重新统一，但均未成功，但从1972年起，意大利共和国给予特伦蒂诺-上阿迪杰/南蒂罗尔地区进一步的自主权。

## 政治

### 蒂罗尔-南蒂罗尔-特伦蒂诺欧洲区

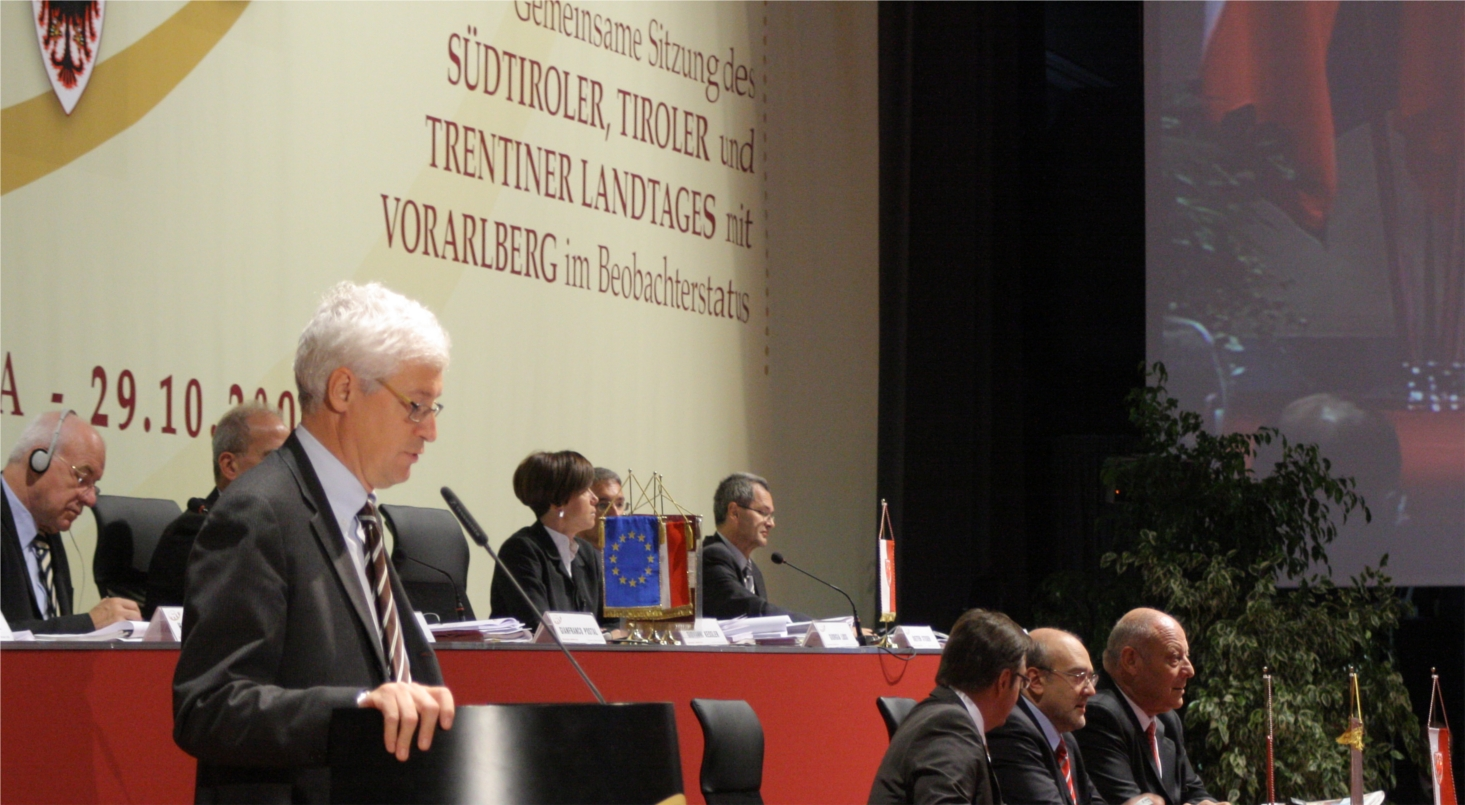
三地区议会

蒂罗尔州-南蒂罗尔-特伦蒂诺欧洲区成立于1998年。目的是加强分离国家（奥地利、意大利）之间的合作。在流动性、农业、教育和文化等几个领域，将努力促进交流，提高人们对蒂罗尔地区文化和历史遗产的认识。将启动跨境项目，以改善不同语言群体之间的关系。为了代表欧洲的共同理念和价值观，欧洲区自1995年以来在布鲁塞尔设有联合办事处。该办事处的总部设在博尔扎诺。联合决策由有组织的三地区议会（德语：Dreier Landtag）做出，自1991年以来，这个三地区议会主要每两到三年举行一次，分别是特伦托（特伦蒂诺省）议会、博尔扎诺议会（南蒂罗尔省议会）和因斯布鲁克议会（蒂罗尔州议会）。2011年，该地区实现了制度化，自此拥有了自己的法人实体。

### 政党
蒂罗尔的意大利部分（博尔扎诺省和特伦蒂诺省）的政党包括：
- 民主党（PD）
- 南蒂罗尔人民党（SVP）
- 五星运动（M5S）
- 北方联盟 （LN）
- 绿党（南蒂罗尔）
- 南蒂罗尔自由
- 自由党
- 特伦蒂诺蒂罗尔自治党（PATT）

蒂罗尔州的奥地利部分同样包含于奥地利政党制度：
- 蒂罗尔人民党；蒂罗尔州的ÖVP组织，自1945年以来一直主导当地政治
- 奥地利社会民主党（SPÖ）
- 奥地利自由党（FPÖ）
- 绿党—绿色替代
- NEOS

政党的多样性是由于蒂罗尔横跨两个不同的民族国家，因此在政治上彼此独立。政党数量众多的另一个原因是博尔扎诺省和特伦蒂诺省的高度独立。根据1972年的第二个自治法，博尔扎诺省获得了该地区的大部分管辖权，此后基本上独立于特伦蒂诺省。第二项自治法规使语言少数群体得到了更好的保护。
特伦蒂诺-上阿迪杰大区委员会由博尔扎诺和特伦蒂诺两个省议会组成，其影响力和职权较小。因此，许多政党将重点放在各省。特伦蒂诺-南蒂罗尔的其他政党，特别是南蒂罗尔州的政党，都是以奥地利政党为榜样建立的，与奥地利政党有很多相似之处。

## 经济
经济部门的统计数据主要基于蒂罗尔-南蒂罗尔-特伦蒂诺欧洲区的数字和数据。它缺乏欧洲区以外的个人社区。由于这些社区合计也不到10,000名居民，因此统计数据几乎不会扭曲蒂罗尔州的领土和剩余的180万居民。
蒂罗尔州2014年的国内生产总值为676亿欧元。按国家划分，蒂罗尔州产生了288亿欧元，南蒂罗尔省产生了206亿欧元，特伦蒂诺省产生了182亿欧元。按人均国内生产总值（2015年）计算，蒂罗尔州为39,300欧元/人，南蒂罗尔为42,400欧元/人均，特伦蒂诺为35,500欧元/人。蒂罗尔州的失业率为3.2%（2014），南蒂罗尔为3.4%（2017），特伦蒂诺为4.6%（2017）。蒂罗尔州是欧洲最富裕的地区之一，就人均国内生产总值而言，高于欧盟平均水平，2015年欧盟平均水平为28,900欧元/人。按人均GDP计算，特伦蒂诺-南蒂罗尔大区是意大利最富裕的地区，2015年人均收入为37,813欧元。

### 第一产业

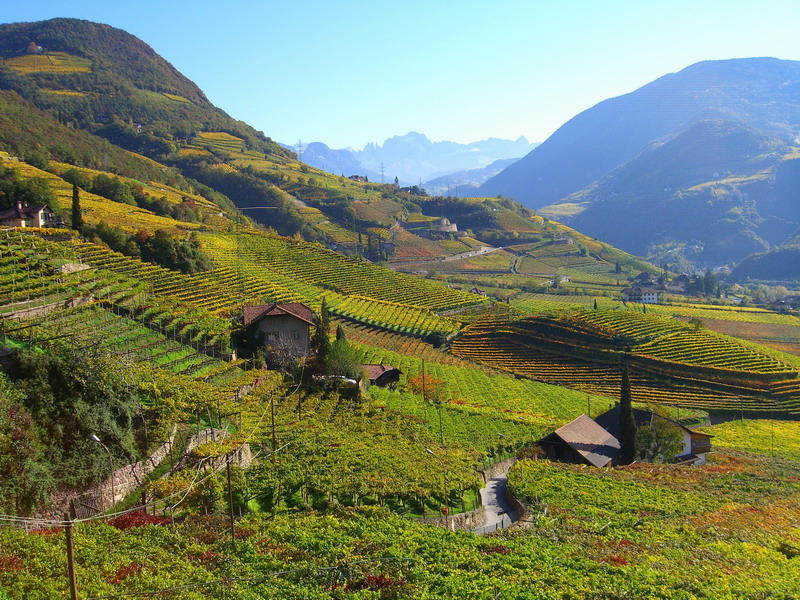
位于博尔扎诺的葡萄田

农业和林业在蒂罗尔占有特殊地位。几个世纪以来，许多中小型农场塑造了蒂罗尔的景观和文化。为了与蒂罗尔以外的大型农场竞争，蒂罗尔有一个强大的合作社体系。在蒂罗尔南部的特伦蒂诺-南蒂罗尔地区，苹果和葡萄酒的种植起着重要作用。因此，欧洲每十个苹果中就有一个来自南蒂罗尔州。特伦蒂诺-南蒂罗尔大区的知名葡萄酒有Vernatch（脱罗林格）、Lagrein（勒格瑞）、Gewürztraminer（琼瑶浆）和Weißburgunder（白勃艮第，或白皮诺）。畜牧业、放牧和林业在高海拔和更北部地区很重要。主要饲养牛、绵羊、山羊和猪。因此，在农场生产牛奶和蒂罗尔斑点火腿非常重要。马在畜牧业、马术运动和农场度假中也发挥着越来越重要的作用。哈福林格马在蒂罗尔地区是众所周知的，起源于梅拉诺附近的哈福林格。

### 第二产业
第一次工业化于19世纪末到达蒂罗尔。其中大多数是只在当地很重要的小企业。第二次工业化浪潮发生在20世纪初。当时特别受影响的是20世纪20年代法西斯统治下的意大利化政策的博尔扎诺市。
2011年，全国各地约10%的工作场所活跃在制造业。因此，蒂罗尔在欧盟平均水平中为10.3%（2011年）。蒂罗尔州的重要工业部门是食品工业、木材加工和机械工程。蒂罗尔的工业主要由中小型公司组成。手工艺品在整个地区仍然发挥着特殊的作用。这些手工艺品企业中的很大一部分仍然是小型结构企业和家族企业。从经济角度来看，能源部门在第二产业中很重要。大部分电力是由水力发电产生的。

### 第三产业

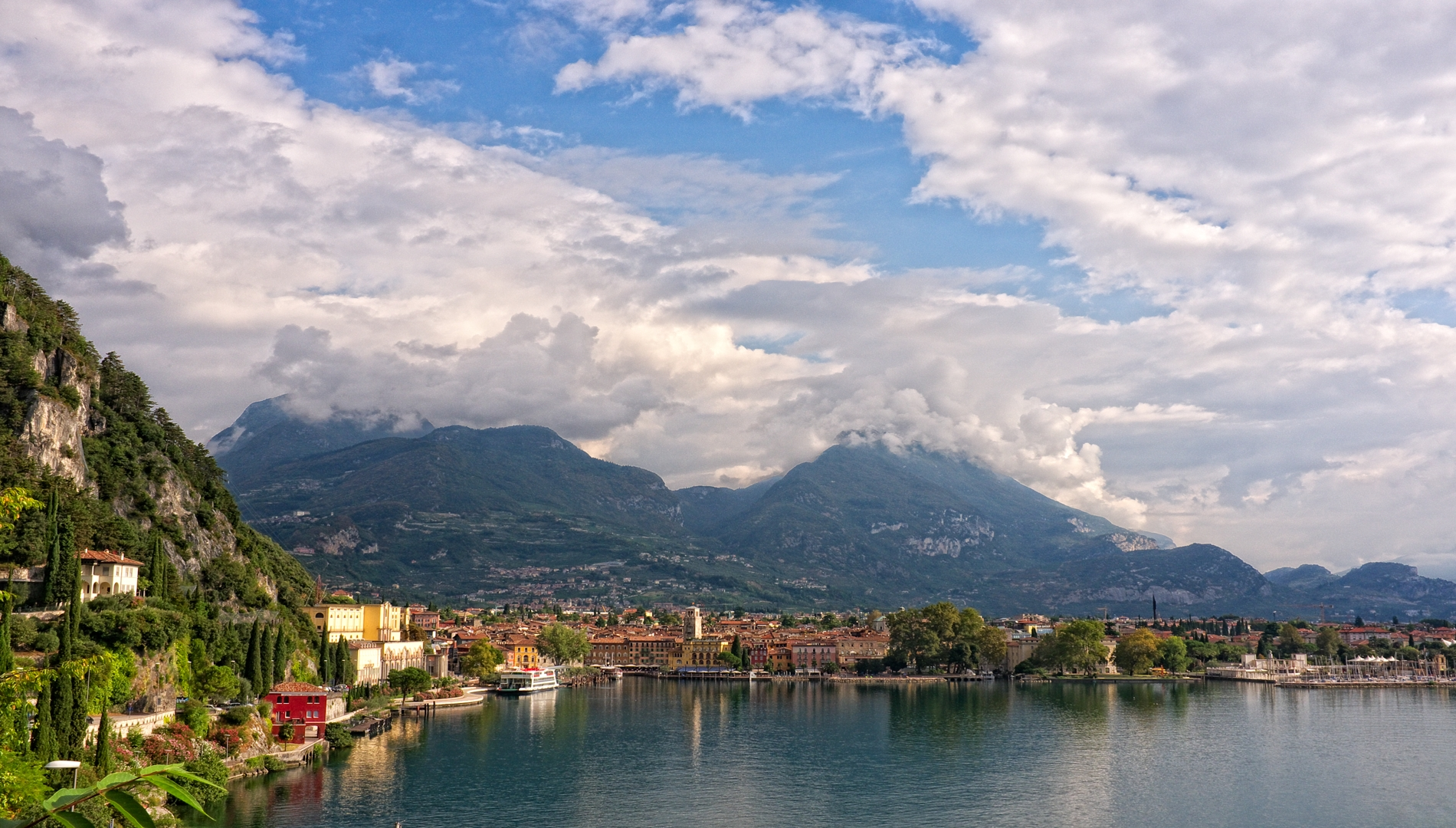
位于加尔达湖畔的里瓦-德尔加尔达

蒂罗尔州最重要的部门是第三产业。尤其是旅游业在这个地区有着特殊的地位。由于19世纪铁路将这些地区连接起来，蒂罗尔的许多村庄发展成为受欢迎的旅游景点。20世纪60年代，布伦纳高速公路的建设使该地区的旅游业在20世纪再次蓬勃发展。如今，梅拉诺、基茨比厄尔、科尔蒂纳丹佩佐或里瓦-德尔加尔达是阿尔卑斯地区最重要的旅游目的地之一。2013年，在蒂罗尔欧洲区的过夜人数超过8000万（相比之下，2011年罗马省的过夜人数为2580万）。
对蒂罗尔来说，贸易也很重要。除此之外，博尔扎诺展会几个世纪以来一直是意大利和德国经济的交汇点。作为一个过境路线国家，超过225万辆卡车（2017年）驶过布伦纳山口。这意味着布伦纳公路上行驶的卡车是瑞士所有四条阿尔卑斯山穿越公路的两倍。

## 文化
蒂罗尔文化已经培育了几个世纪，并传给了后代。南蒂罗尔和北蒂罗尔之间的边界更多的是政治边界，而不是文化边界。蒂罗尔州各地都有许多传统，几乎没有差异。在所有文化领域，如食物、服装或习俗，都有许多相似之处。然而，各个语言群体，特别是少数民族语言，试图保持和促进自己的语言身份。

### 饮食

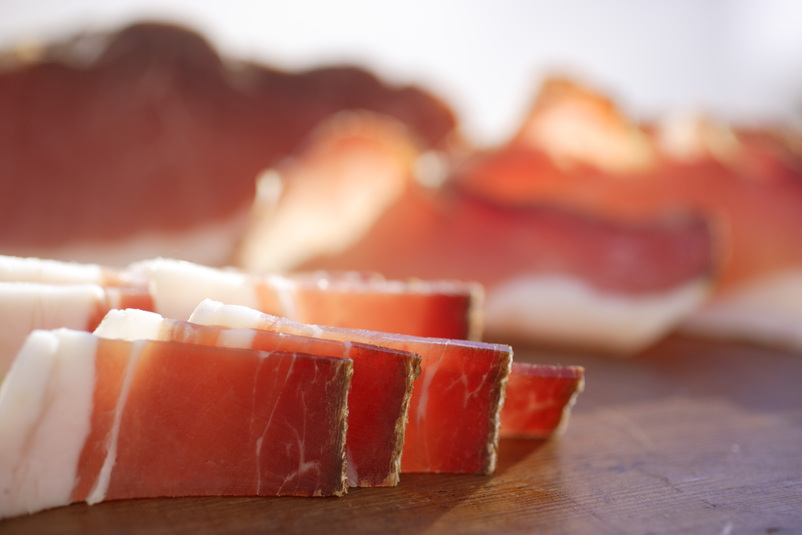
南蒂罗尔培根

蒂罗尔美食与奥地利美食有相似之处，其特点是受阿尔卑斯山的影响。此外，在蒂罗尔菜肴中也可以找到前奥匈帝国政体的历史影响。这些菜肴包括匈牙利汤、皇帝煎饼和维也纳苹果卷，这些菜肴在哈布斯堡帝国的大部分地区都有食用，包括蒂罗尔。由于该地区今天仍然拥有相对强大的农业和农民，农场也提供了许多农民菜肴。半月面饺、马铃薯丸子或培根冷盘（德语：Speck）或灰奶酪可以在农场里吃。
蒂罗尔的菜肴在蒂罗尔地区仅显示出轻微的差异。由于蒂罗尔州南部的地中海条件，种植了大量的葡萄酒，因此也是蒂罗尔菜肴的重要组成部分，尤其是在南蒂罗尔和特伦蒂诺。该地区著名的葡萄酒有琼瑶浆、白皮诺、灰皮诺和莎当妮。此外，特伦蒂诺-南蒂罗尔地区种植了很多苹果。在这个地区，意大利和蒂罗尔特色菜的混合也培养了一种饮食文化。

### 蒂罗尔步枪队

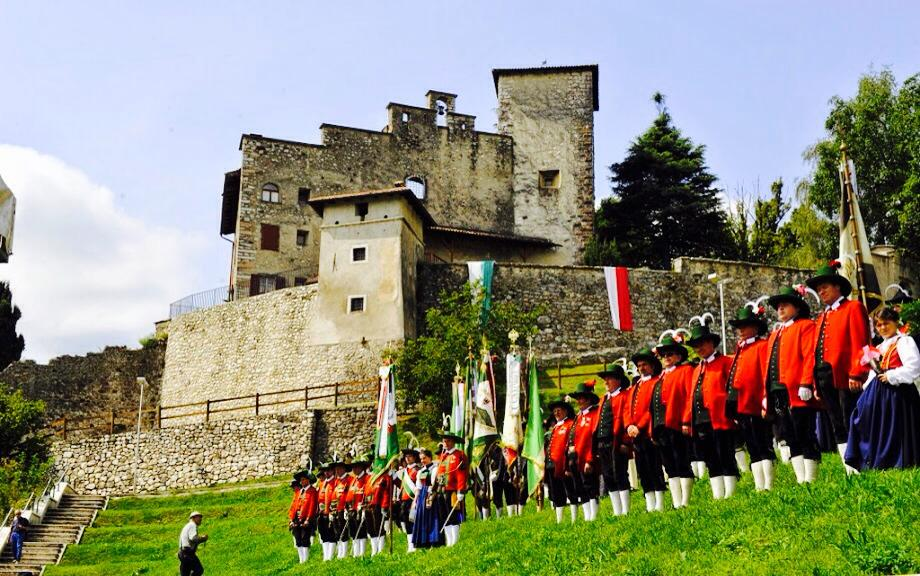
位于卡斯泰拉诺城堡前的蒂罗尔步枪队

蒂罗尔步枪队是一支民兵组织，在王室土地遭到袭击时组织起来保卫领土。民兵主要由市民和农民组成，他们只负责保卫自己的土地，没有义务代表哈布斯堡王朝参战。它们是由马克西米连一世皇帝于1511年签署的一项命令授权的，该命令一直有效到1918年。蒂罗尔步枪队于1809年为人所知，当时蒂罗尔斯农民奋起反抗拿破仑统治下的法国-巴伐利亚联合占领。随后的四场贝吉塞尔战役由安德烈亚斯·霍弗领导。1915年，第一次世界大战奥军在多洛米蒂山前线也使用了步枪队。蒂罗尔独立和君主制垮台后，这些组织也失去了保卫国家的任务。然而，他们仍然是一个非政府组织。今天，步枪队作为一个负责保护蒂罗尔文化的组织，并始终出席蒂罗尔地区的重要政治活动。

### 习俗

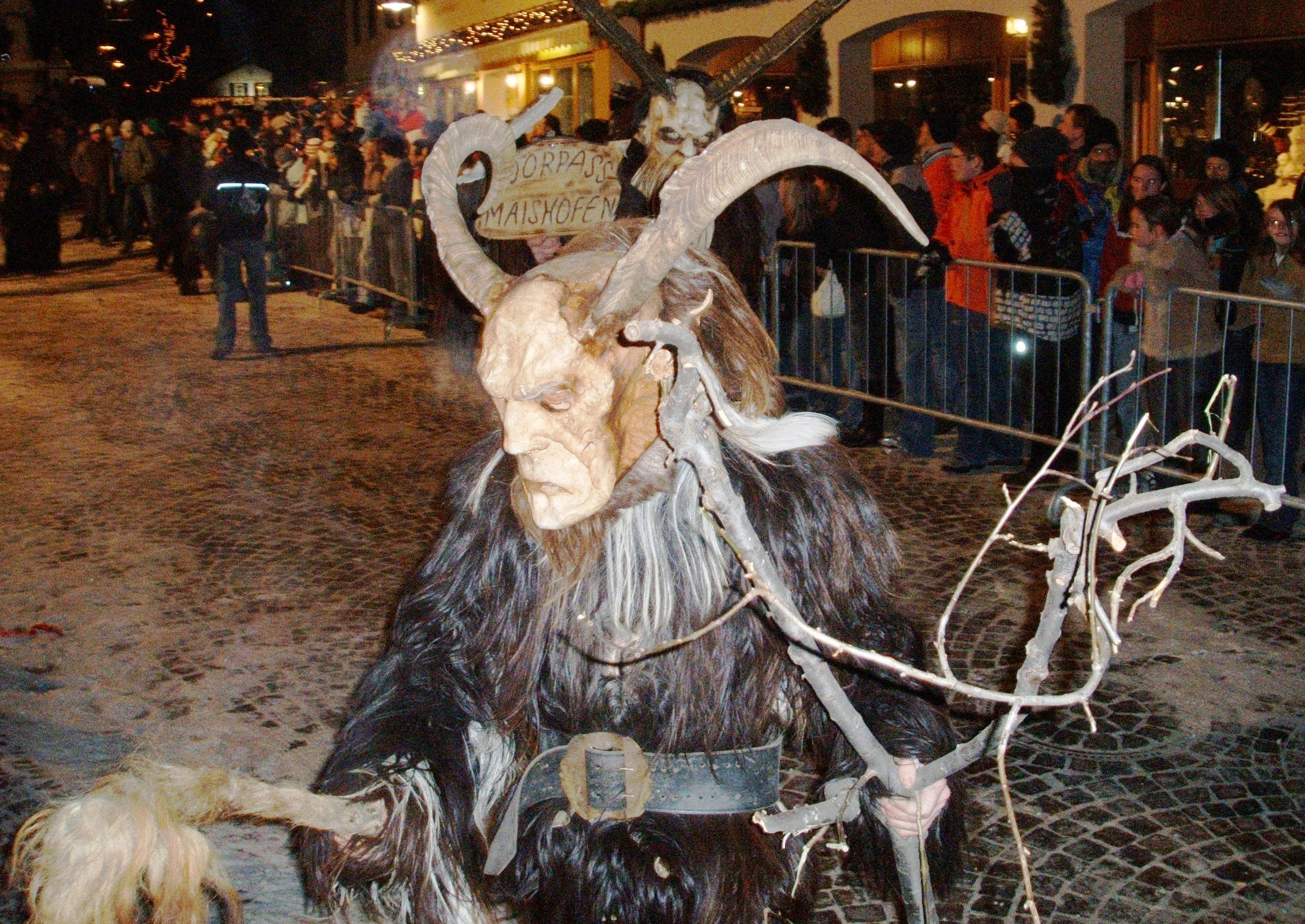
位于多比亚科的坎卜斯活动

许多蒂罗尔习俗是几个世纪前创造的，并由人口传承到下一代。阿尔卑斯地区的典型特征是山谷中的许多独特习俗。由于山谷的与世隔绝，当地人形成了自己的习俗。许多习俗是由传说和叙事创造的，另一些则是由与教会的密切联系创造的。蒂罗尔各地也有一些传统，与其他山谷和村庄没有区别。这些习俗赋予了当地人一种身份，从而使社区更加紧密相连。

## 体育
蒂罗尔州传统上是一个冬季运动国家。许多运动员，如古斯塔夫·特尼、本亚明·赖希、卡罗琳娜·科斯特内尔、格雷戈尔·施利伦曹尔、托尼·赛勒和阿明·策格勒，已经赢得了世界总冠军、世界锦标赛和奥运会奖牌。即使在夏季运动中，蒂罗尔州的几名运动员过去是，现在仍然是世界上最好的运动员之一。在跳水比赛中，塔尼娅·卡尼奥托和克劳斯·迪比亚西获得了几枚奖牌。在自行车赛中，弗朗西斯科·莫斯赢得了环意自行车赛。安德烈亚斯·塞皮多年来一直与世界上最好的网球运动员比赛。在抱石运动中，安娜·施特尔是世界上最佳选手之一。许多蒂罗尔的登山者，如莱因霍尔德·梅斯纳尔和汉斯·卡默兰德尔，都对登山运动产生了影响。

### 足球
瓦克尔因斯布鲁克足球俱乐部是奥地利最传统、最成功的俱乐部之一。自1915年成立并多次更名以来，该足球俱乐部已十次赢得奥地利联赛冠军，七次赢得奥地利杯冠军。1987年，它进入了欧洲联盟杯的半决赛。1970年，该队在马德里击败了皇家马德里队。目前（2024年），瓦克尔因斯布鲁克队参加蒂罗尔地区联赛（第三级别）。
在特伦蒂诺-南蒂罗尔地区，南蒂罗尔足球俱乐部和AC特伦托足球俱乐部是两个最重要的俱乐部。这两支球队的大部分历史都在意大利足球丙级联赛（第三级别联赛）和以下的丁级联赛之间度过，尽管前者在2023年首次进入乙级联赛。AC特伦托足球俱乐部成立于1921年，历史悠久，而南蒂罗尔足球俱乐部则成立于1995年。

### 冰球

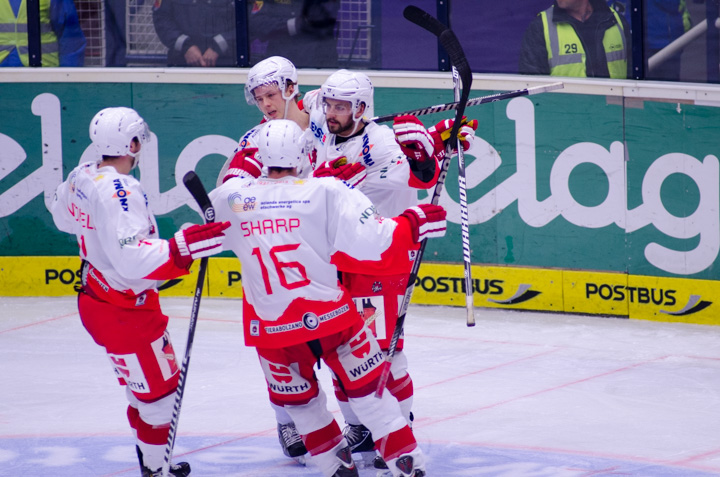
博尔扎诺冰球队队员

冰球在蒂罗尔地区是一项非常受欢迎的运动。重要的俱乐部是HC博尔扎诺和HC因斯布鲁克。两队都在ICE冰球联赛（前EBEL）比赛。HC因斯布鲁克，前身为EV因斯布鲁克，七次赢得奥地利冰球联赛冠军。凭借19次获得意大利联赛冠军，博尔扎诺是意大利的记录冠军。俱乐部在亚罗米尔·亚格尔带领下赢得了阿尔卑斯联赛、EBEL和六国锦标赛，庆祝国际赛事的最大成功。意大利冰球联盟主要由南蒂罗尔地区的球队组成。阿尔卑斯冰球联盟的8支意大利球队中有5支来自南蒂罗尔州（HC诺伊马克-埃尼亚、HC普斯泰里亚、里滕体育、HC加尔德纳和WSV 施泰青野马）。在这个联盟中，还有三支蒂罗尔球队参赛（SG科尔蒂纳、HC法萨和EC基茨比厄尔）。
2005年，世界冰球锦标赛在因斯布鲁克和维也纳举行。1994年世界冰球锦标赛在博尔扎诺、卡纳泽伊和米兰举行。

### 排球
在排球方面，特伦蒂诺排球队是世界上最好的球队之一。三次欧洲冠军联赛冠军，四次世界俱乐部锦标赛冠军头衔和四次意大利排球联赛头衔都是这家俱乐部的荣誉。该俱乐部成立于2000年，很快就在联赛中名列前茅。2011年，特伦蒂诺排球队在博尔扎诺的PalaOnda球场赢得了欧洲冠军联赛。
下蒂罗尔因斯布鲁克10次夺得奥地利冠军。在过去的13个赛季中，该队赢得了10次奥地利冠军。自2017/18赛季以来，该俱乐部以“哈兴下蒂罗尔阿尔卑斯排球队”的名义参加德国排球联赛。俱乐部与德国队TSV下哈兴合作。

### 体育赛事

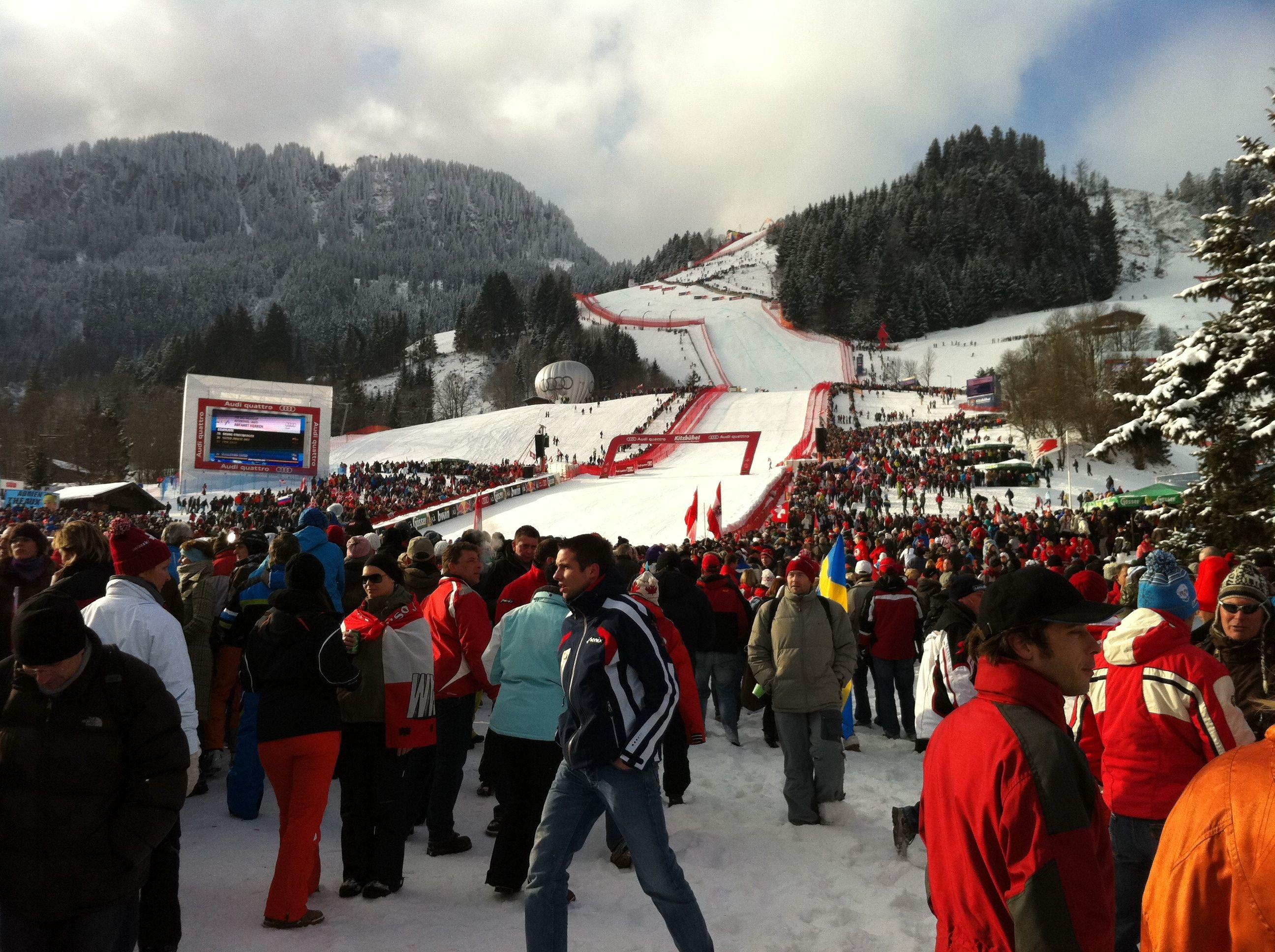
在基茨比厄尔举行的高山滑雪世界杯

到目前为止，蒂罗尔已经举办了三届冬季奥运会。1964年和1976年，在因斯布鲁克举行，1956年在科尔蒂纳举行。蒂罗尔的大多数大型年度体育赛事都在冬季举行。高山滑雪世界杯在基茨比厄尔、加尔代纳山谷、科尔蒂纳和马东纳迪坎皮利奥举行。这些比赛是滑雪世界杯的经典，有着悠久的传统。一个著名的冬季两项比赛地点在安泰塞尔瓦。冬季两项世界锦标赛经常举行。在费耶梅山谷举办了几次北欧混合式世界锦标赛。四站锦标赛的一部分是在因斯布鲁克的伯吉瑟尔滑雪台。多比亚科也有一个滑雪巡回赛的跳台。
一些夏季体育赛事也在蒂罗尔州举行。环阿尔卑斯自行车赛每年在蒂罗尔州举行。这个自行车赛事由蒂罗尔-南蒂罗尔·特伦蒂诺欧洲区发起。它是已经存在了40多年的环特伦蒂诺车赛的继任者。2017年，UCI速降世界锦标赛在特伦蒂诺附近的索莱山谷举行。博尔扎诺的BOclassic跑步赛在除夕举行，是世界上最受欢迎的除夕跑步赛之一。每年，ATP国际系列赛都会在基茨比厄尔举行。

## 交通
蒂罗尔被称为过境路线。欧洲北部和南部之间最重要的路线——布伦纳路线横跨整个地区。布伦纳山口位于亚得里亚海上空1370米处，是阿尔卑斯山脉主链上最低的山口。由于语言的多样性和从温带气候（高山气候）到地中海气候的气候过渡，该地区被视为意大利语和德语国家之间的桥梁。

### 航空

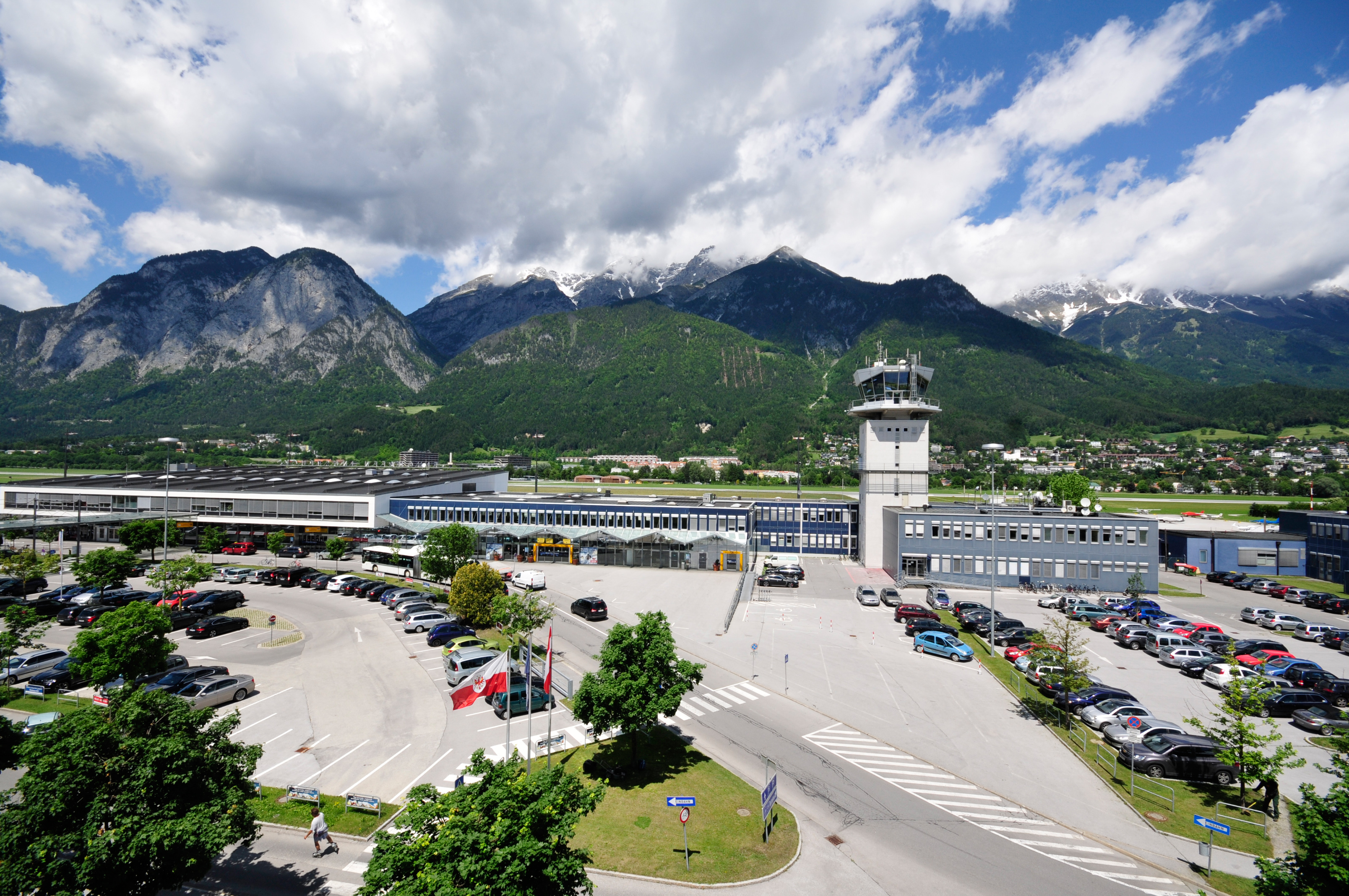
因斯布鲁克机场

蒂罗尔地区最重要的机场是因斯布鲁克机场。它承载超过100万名乘客，是奥地利第三大机场。该地区的其他机场位于博尔扎诺和特伦蒂诺。这些机场不提供定期航班，博尔扎诺机场目前提供包机。多比亚科、库夫施泰因、蒂罗尔州圣约翰、罗伊特和科尔蒂纳还有其他小型机场。科尔蒂纳的机场于1976年因坠机而关闭。

### 公路
蒂罗尔的高速公路是布伦纳高速公路和因河谷高速公路。布伦纳高速公路从因斯布鲁克（奥地利A13）到摩德纳（意大利A22）。从因斯布鲁克到库夫施泰因的因河谷高速公路是欧洲E45公路的一部分。从梅拉诺到博尔扎诺（MeBo）的双车道在布伦纳高速公路的博尔扎诺-南结束。特伦蒂诺省的重要路段位于布伦纳高速公路旁，是SS 47（47号国道），该路通过特伦蒂诺的瓦尔苏加纳与帕多瓦相连。这条路线的大部分是双车道，流入布伦纳州公路（12号国道）。由于阿尔卑斯山，有许多山口连接山谷。过境贸易最重要的通道是雷西亚山口和布伦纳山口。受欢迎的通道包括斯泰尔维奥山口、阿尔贝格山口、卡雷尔山口、门德尔山口和加尔代纳山口。特伦蒂诺省和博尔扎诺省自1998年以来一直负责保护和管理其省份的国道。

### 铁路

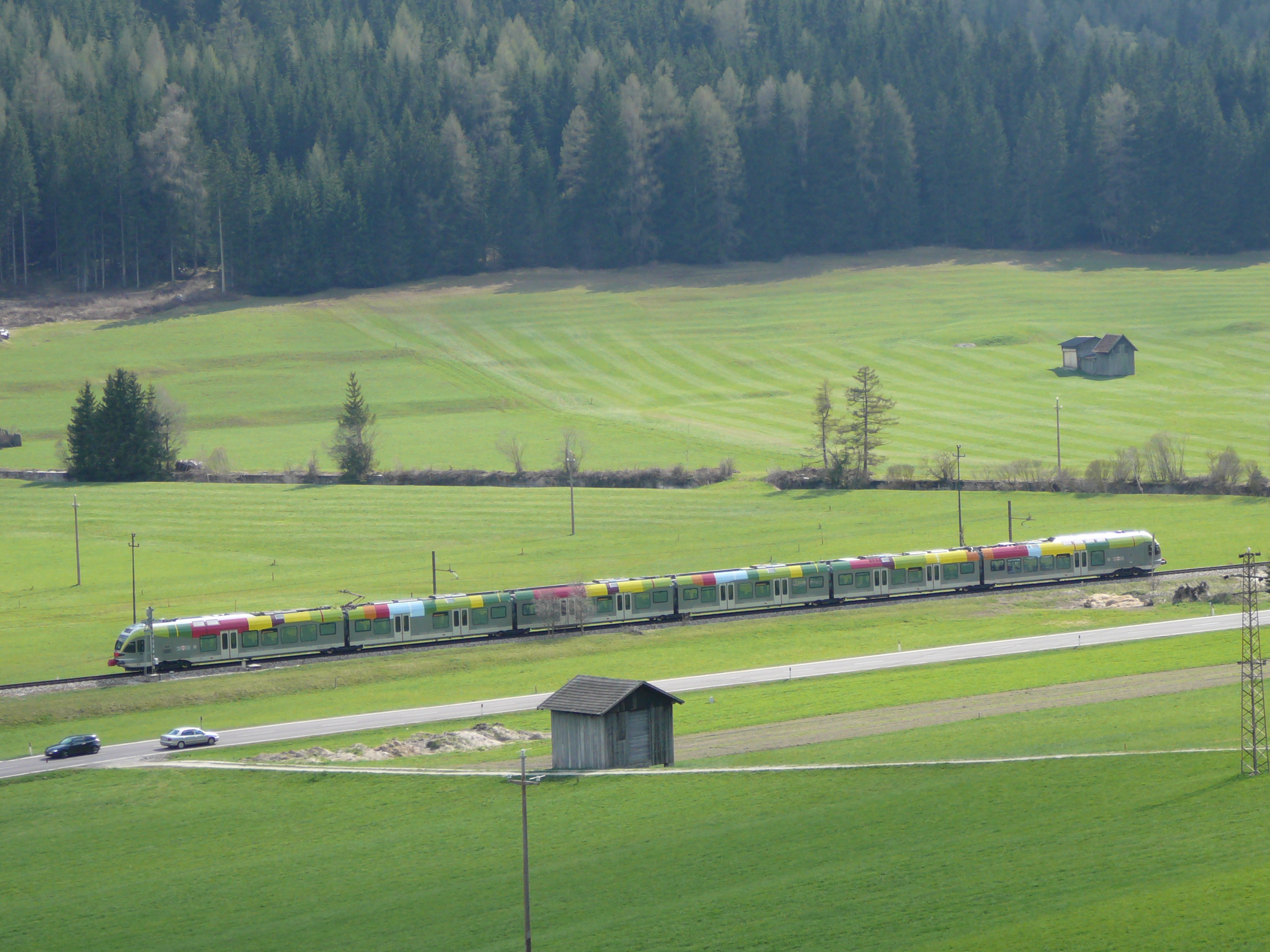
普斯特河谷铁路

蒂罗尔州最重要的铁路线是通过布伦纳山口的布伦纳铁路。布伦纳铁路于1867年开通，从因斯布鲁克经博尔扎诺和特伦蒂诺通往维罗纳。这段线路与北蒂罗尔的下因河谷铁路一起，是重要的欧洲铁路轴线柏林-巴勒莫的一部分，该轴线跨越阿尔卑斯山将北欧与南欧连接起来。随着布伦纳基线隧道的建设及其将于2027年完工，铁路上的过境交通将得到促进和重新安置。完工后，布伦纳基线隧道和因斯布鲁克旁路将成为世界上最长的铁路隧道，全长64公里，将博尔扎诺和因斯布鲁克之间的旅行时间从2小时缩短到45分钟。
蒂罗尔州的其他重要铁路线包括阿尔贝格铁路、齐勒河谷铁路、萨尔茨堡—蒂罗尔铁路、普斯特河谷铁路（与德劳河谷铁路相连），博尔扎诺-梅拉诺铁路和芬施高铁路的延续、特罗蒂诺-马莱-梅扎纳铁路和瓦尔苏加纳铁路，该铁路从特伦蒂诺经苏加纳山谷通往威尼斯。仅提供少数跨境连接。ÖBB乘坐欧城列车穿越布伦纳山口，几列区域列车将南蒂罗尔与北蒂罗尔和东蒂罗尔连接起来。蒂罗尔-南蒂罗尔-特伦蒂诺欧洲区为自己设定了促进和扩大跨境联系的目标。其目的是将穿越阿尔卑斯山的交通转向可持续的交通方式，从而保护阿尔卑斯山的环境。

### 当地交通
由于海拔差异很大，许多村庄和社区很难到达，因此该地区对索道概念有很大的了解。虽然大多数缆车都位于滑雪胜地，但它们也用于当地的公共交通。蒂罗尔州已知的缆车有博尔扎诺的里滕缆车、特伦蒂诺的萨尔达尼亚缆车和因斯布鲁克的诺德凯特缆车。此外，正在修建缆车，以更快地应对海拔差异。著名的缆车包括因斯布鲁克的洪格堡铁路缆车和卡尔滕的门德尔缆车。
当地公共交通通常提供城际巴士或城市巴士。因斯布鲁克市有自己的有轨电车网络。另一辆有轨电车位于里滕。博尔扎诺、梅拉诺和特伦蒂诺以前都有自己的有轨电车网络，但在50年代和60年代，这些网络被城市公共汽车和私人交通所取代。

## 教育

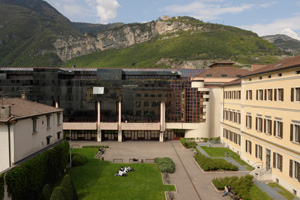
特伦托大学的经济学部

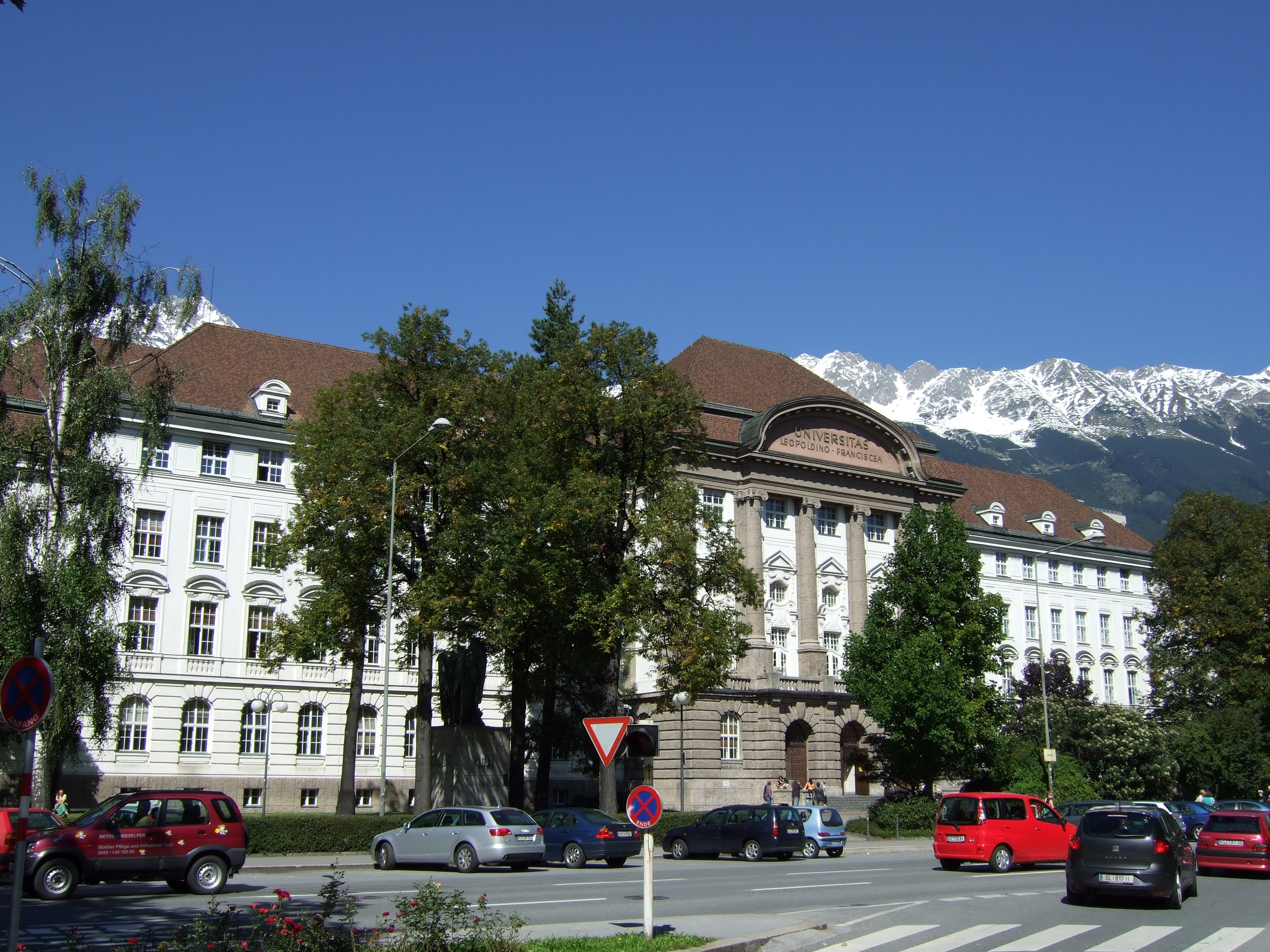
因斯布鲁克大学主校区

### 大学
- 因斯布鲁克大学
- 特伦托大学
- 波岑·博尔扎诺自由大学
- UMIT-私立健康科学、医学信息与技术大学
- 因斯布鲁克医科大学

### 学院
- 布里克森哲学神学学院
- 克劳迪奥·蒙泰韦尔迪音乐学院
- 蒂罗尔州立音乐学院
- 库夫施泰因应用科学大学
- 蒂罗尔应用科学健康大学
- 因斯布鲁克MCI管理中心

### 独立研究机构
- 奥地利科学院跨学科山地研究所
- Eurac研究机构
- NOI科技园
- 布鲁诺·凯斯勒基金会
- 埃德蒙·马赫基金会